# Kochłowice (grodzisko)

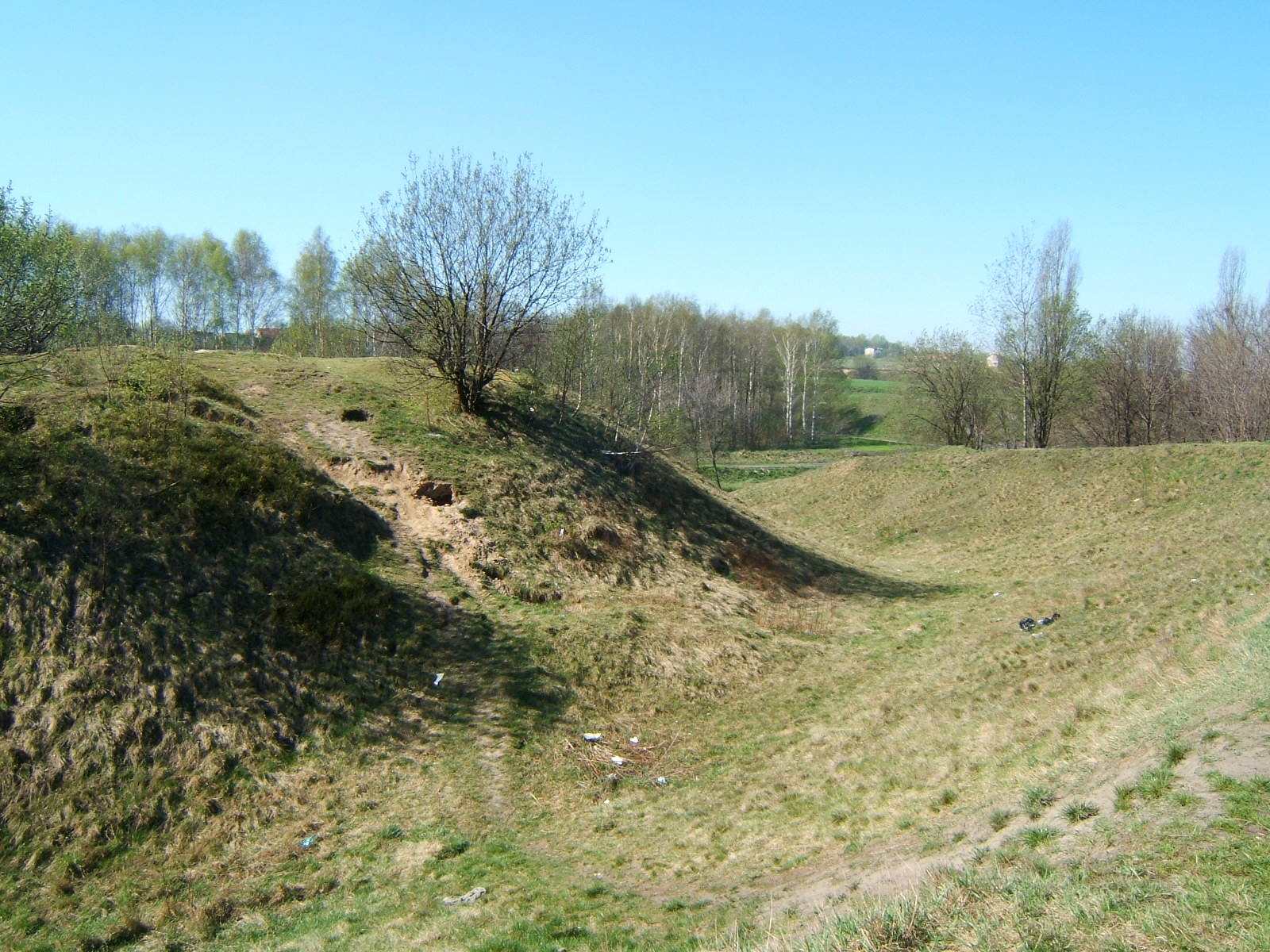
Widok od północy na fosę

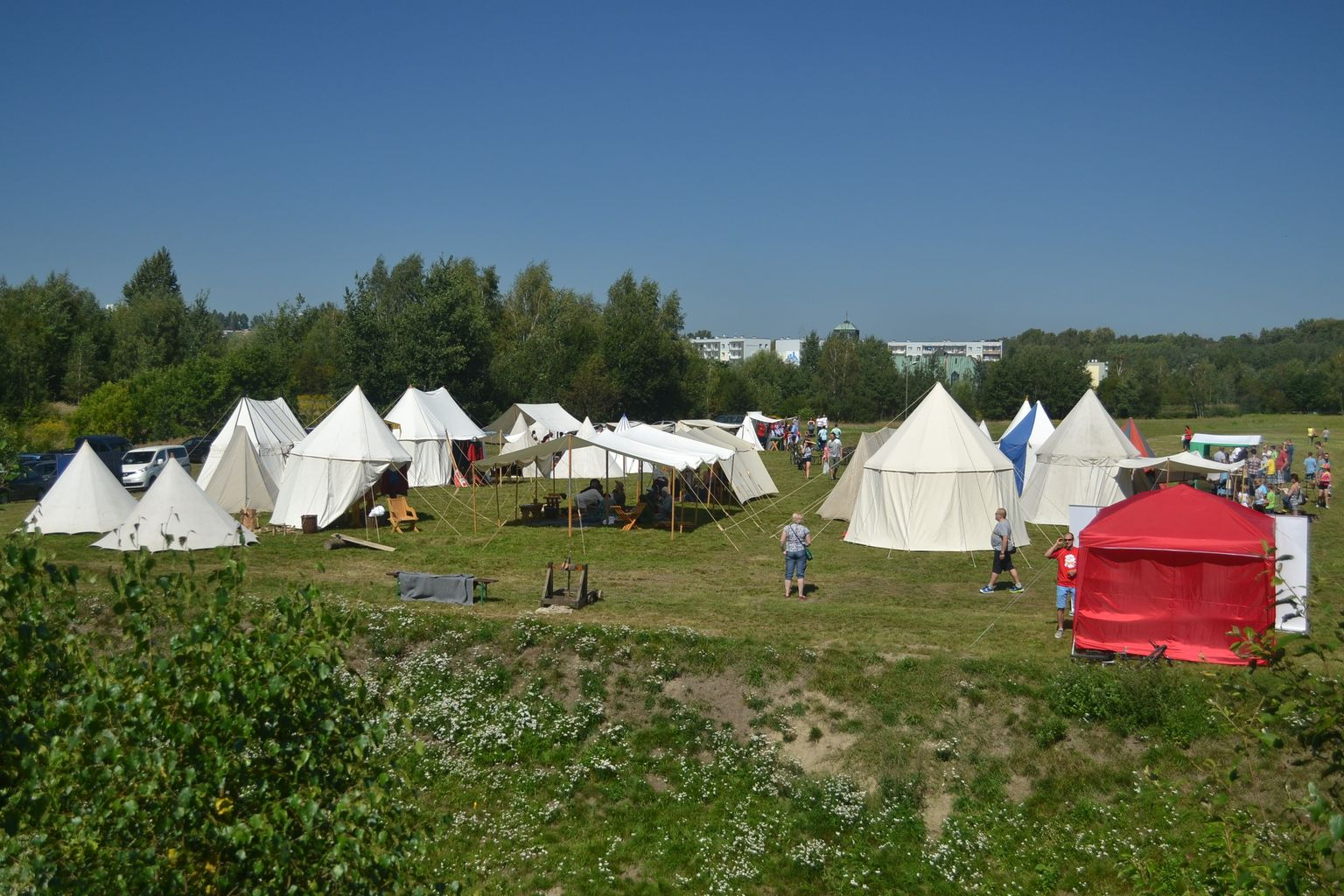
Rekonstrukcja obozu za fosą gródka

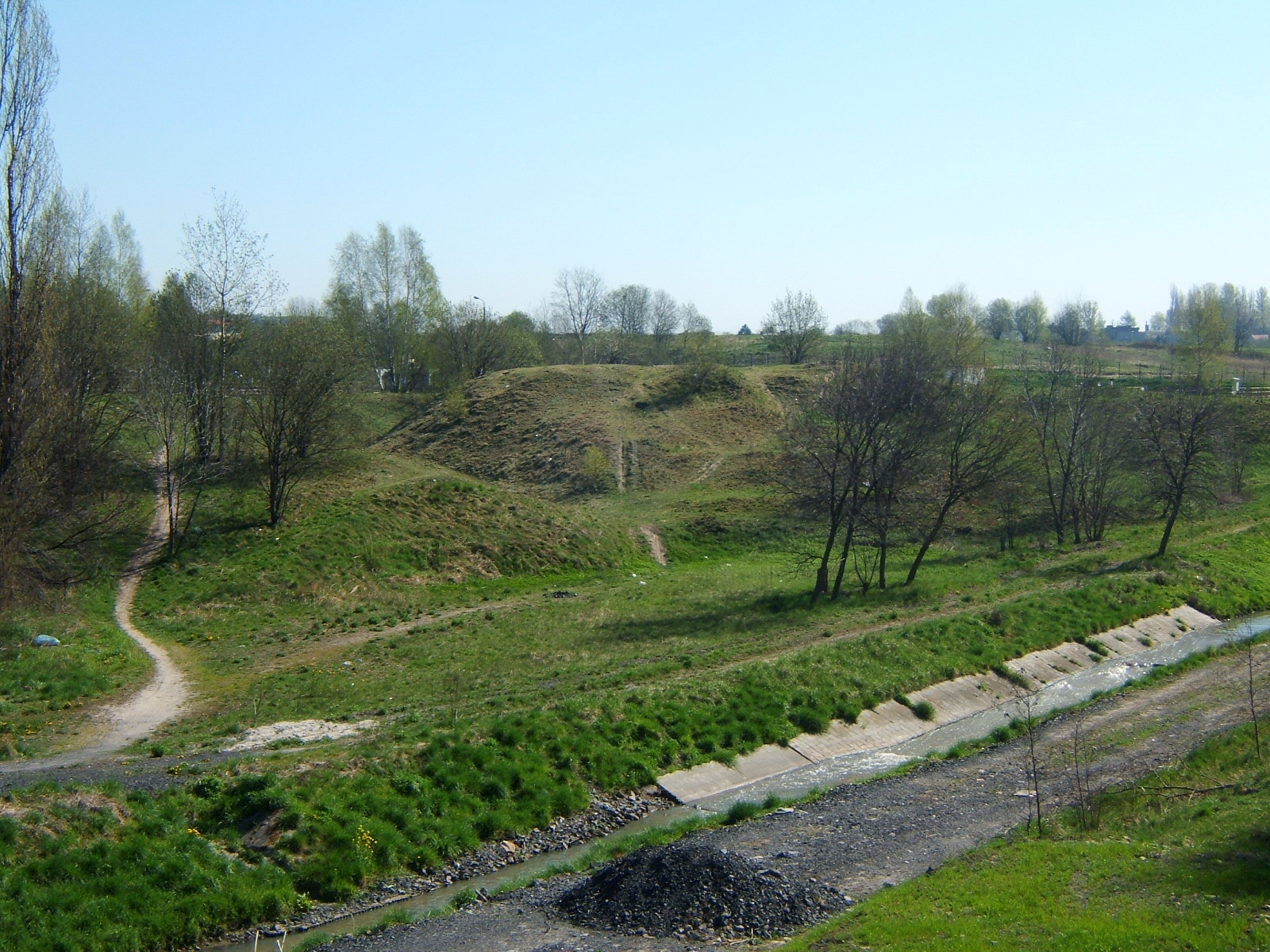
Widok od południowego zachodu

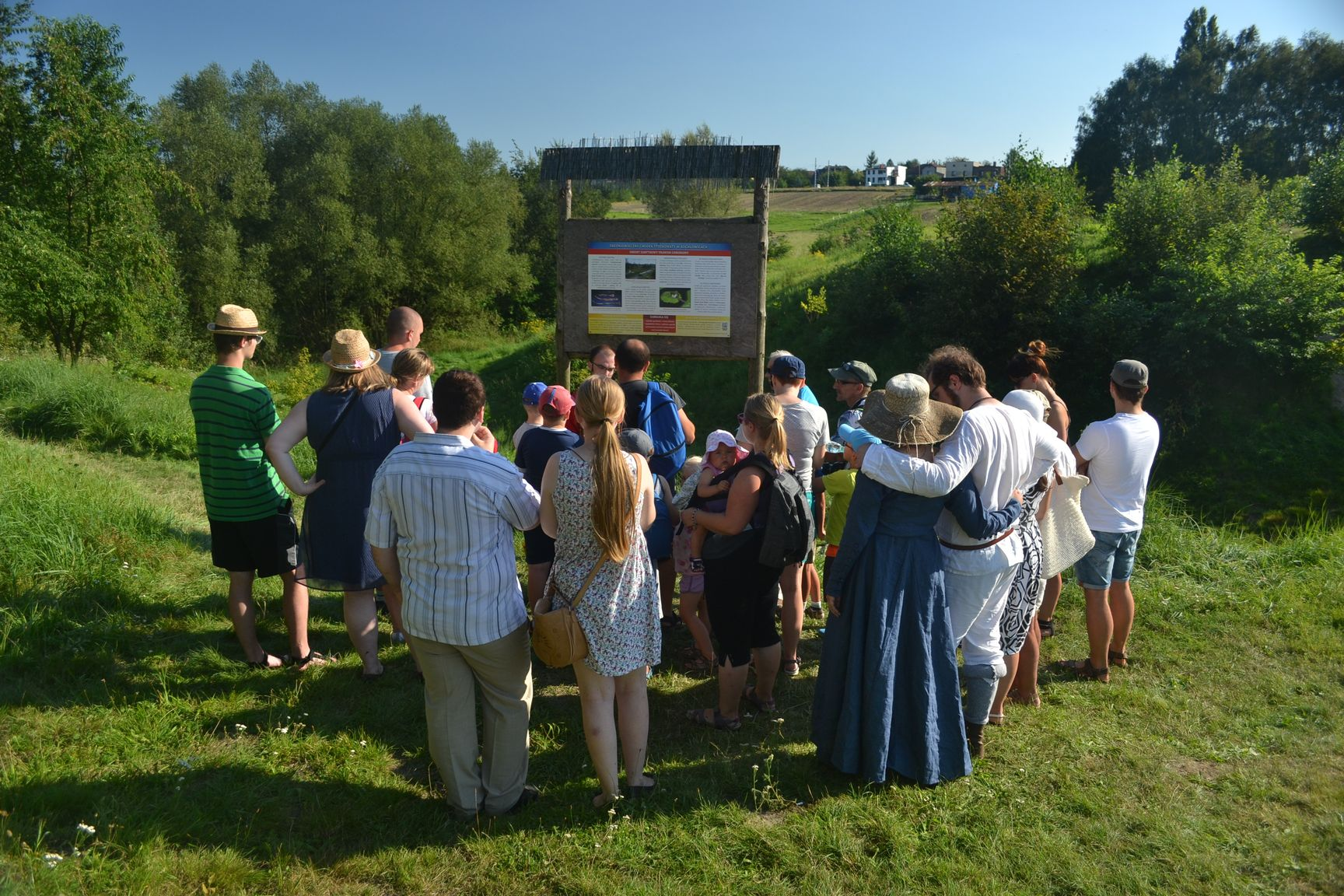
Wycieczka na gródku

Grodzisko Kochłowickie − średniowieczny gródek stożkowy nad rzeką Kochłówką w Rudzie Śląskiej-Kochłowicach powstały na początku XIV wieku. Od kwietnia 2009 roku status społecznego opiekuna zabytku, decyzją Prezydenta Miasta Ruda Śląska, posiada Stowarzyszenie Genius Loci − Duch Miejsca.

## Charakterystyka
Obiekt znajduje się w widłach rzeki Kochłówki (Potok Bielszowicki) oraz cieku płynącego od strony Bykowiny, w źródłach występującego pod nazwą Złoty Potok. Obecnie zachowana jest topografia terenu: fosa, stożek właściwy, na którym w średniowieczu istniała drewniana wieża, oraz podgrodzie. Pierwsze badania archeologiczne potwierdziły tu istnienie wieży oraz palisady. Ostatnie badania archeologiczne wskazują, że od strony północnej nad fosą przerzucony był drewniany most. W trakcie badań w 2014 roku natrafiono także na pozostałości konstrukcji oporowej gródka.

## Badania archeologiczne
- 1980 rok – dr Jacek Pierzak – badania sondażowe na szczycie stożka, podgrodziu i przedpolu
- 2013 rok – mgr Dariusz Goiński – badania sondażowe na szczycie stożka i na dnie fosy
- 2014 rok – mgr Dariusz Goiński – badania szerokopłaszczyznowe na dnie fosy
- 2015 rok – mgr Dariusz Goiński – badania bezinwazyjne metodami elektrooporową i elektromagnetyczną oraz sondażowe na przedpolu, kopcu i w fosie
- 2022 rok – mgr Dariusz Goiński – badania metodą odwiertów glebowych

## Datacja
Materiał ceramiczny, znaleziony na stanowisku, pochodzi głównie z XIV i XV wieku. Niestety źródła pisane pomijają gródek milczeniem. Dopiero w dokumencie, spisanym w Bytomiu 29 czerwca 1467 roku, Stanisław Rudzki sprzedał chłopu z Kochłowic Pawłowi Litawie folwark koło kopca przy stawie młyńskim („forbergczisko u kopcza kochlowskiego wedle stawu mlynskeho”). Wskazywać to może, że w połowie XV wieku gród już nie funkcjonował, a u jego podnóża znajdował się młyn.

## Wygląd
W najwyższym punkcie stożka stała drewniana wieża mieszkalna, której ściany oblepiono polepą konstrukcyjną. Odkopano też pozostałości palisady (ostrokołu) czyli umocnienia z powbijanych w ziemię pali. W trakcie badań, prowadzonych w 2014 roku przez Dariusza Goińskiego, natrafiono na konstrukcję oporową po zewnętrznej stronie fosy (analogiczne konstrukcje stosuje się również dzisiaj, tylko przy użyciu innych materiałów niż drewno), w postaci pali wbitych pod kątem 60 stopni w kierunku grodu. Pale zostały rozmieszczono w dwóch rzędach w odstępach około 1 m od siebie. Konstrukcja miała zapobiec osuwaniu się stoku fosy. Dodatkowo zbocze stożka wzmocniono płaszczem kamiennym oraz horyzontalnym układem dranic, zapobiegającym podmywaniu oraz przemieszczaniu się mas ziemi. Uchwycono również schodkowe pionowanie zbocza stożka. Został osiągnięty główny cel badań, jakim było odnalezienie pozostałości mostu, który miał raczej formę kładki, przebiegającej nieznacznie nad dnem fosy. Nie wiadomo jednak, czy była to główna przeprawa do warowni.

## Przeznaczenie
Brak źródeł pisanych utrudnia określenie funkcji i właściciela gródka. Prawdopodobnie był on własnością książąt bytomskich, do których należały tereny wokół Kochłowic. 23 stycznia 1374 roku w Kochłowicach dokument wystawił książę cieszyński Przemysław I Noszak, do którego należała wówczas południowa część ziemi bytomskiej.

## Stan obecny
Obiekt stanowi najstarszy zabytek miasta Ruda Śląska. Niestety zbocza kopca są narażone na niszczenie. Do głównych zagrożeń zabytku należą: zarastające go drzewa, rozjeżdżający go motocykliści oraz rozkopujący go tzw. poszukiwacze skarbów. Od kilku lat zabytkiem opiekuje się Stowarzyszenie Genius Loci – Duch Miejsca, które systematycznie sprząta zabytek ze śmieci, wycięło drzewa, organizuje plenerowe lekcje historii i wycieczki na kopiec. W 2013 roku ustawiono przy gródku tablice informacyjne. Od 2013 każdego roku pod koniec lata organizowane są imprezy plenerowe. W latach 2013–2015 oraz w 2022 z inicjatywy Genius Loci na stanowisku prowadzono badania archeologiczne.

## Literatura
- Musioł Ludwik, Kochłowice. Z dziejów gminy i parafii, mps., 1964, s. 189.
- Noparlik Przemysław, Budowa, funkcja i losy średniowiecznego gródka stożkowego w Rudzie Śląskiej-Kochłowicach, „Rudzki Rocznik Muzealny” 2007, s. 91-106.
- Pierzak Jacek, Średniowieczny gródek stożkowy w Rudzie Śląskiej – Kochłowicach [w:] Studia i materiały z dziejów Śląska, t. XVII, Katowice 1987, s. 388-405.
- Pierzak Jacek, Średniowieczny gródek stożkowy w Rudzie Śląskiej – Kochłowicach [w:] 650 lat Kochłowic. Źródła i materiały do dziejów miejscowości, Ruda Śląska 2012, s. 14-27. [przedruk artykułu z 1987 r.]
- Horwat Jerzy, Kasztelania w Mikołowie w XIII i XIV wieku [w:] Miasta i ludzie. Sacrum i profanum. Studia z dziejów społecznych i gospodarczych dedykowane Profesorowi Jerzemu Motylewiczowi, red. Paweł Grata i Beata Lorens, Rzeszów 2013, s. 57-68.